# 清水りょう
清水 りょう（しみず りょう）は、日本の映像作家であり、CMディレクター、ミュージック・ビデオディレクター、映画監督、脚本家など。
日本映画監督協会会員。

## 作品

### 主な監督作品

#### CM
- SEIKO 企業（出演：ダンテ・カーヴァー）
- 地下鉄ビルディング「ベルビー赤坂」
- 東京スター銀行「外貨定期預金 スターエリート」
- レオパレス21「地方版料金インフォメーション」
- フジテレビジョン「織田裕二主演ドラマ３作DVD-BOX」

#### ミュージック・ビデオ
- 泉谷しげる「生まれ落ちた者へ」
- 辛島美登里「closed」
- 上戸彩「贈る言葉」
- 下川みくに「それが愛でしょう」
- bless4「１２３」
- Lisa Halim「Daddy」
- 平尾勇気「女神」

#### インディペンデント映画
- ｃａｂｌｅ（2005年制作、プロデュース・脚本・総合監督・編集・出演）ショートショートフィルムフェスティバル & ASIA 2008 NEO Japan選出／松竹主催ショートフィルムコンテストC’s NEXT第２回Survive.8ノミネート
- サプリライズ VOL.01 手繰る糸（2006年制作、プロデュース・原案・監督・2ndCAM撮影・美術・編集）
- 大満月 Legend of Greatest Full Moon（2007年制作、監督・編集）
- 5 seconds（2007年制作、プロデュース・脚本・監督・撮影・編集）ニッポン放送他主催デジタルショートアワード第１回本選ノミネート
- OFF-LINE（2008年制作、プロデュース・原案・監督・撮影・編集）
- 鏡花ーFrom Geisha’s eyesー（2009年制作、プロデュース・原案・総合監督・編集・出演）
- Queers!!（2012年イベント上映、共同脚本・監督・撮影・編集）

#### イベント・発表会
- w-inds.「LIVE TOUR 2005 “ageha”」 ステージ映像
- NTT東日本 ビジネスシヨウ2003
- 東芝 ITU TELECOM WORLD 2006
- Tizen モバイルワールドコングレス2014

#### ビデオパッケージ（広告）
- NTTドコモ「国際サービス」
- ダイハツ工業「アトレーワゴン」（出演：的場浩司）
- コカ・コーラ「カナダドライ」（出演：篠原涼子）
- ニコン・エシロール「SEESTYLE・Relaxsee・FirstStep i」
- 伊藤忠都市開発「THE RESIDENCE INAGEDAI」
- 大京「ライオンズステージ上福岡」
- 三井不動産「幕張 Beach Terrace」

#### ビデオパッケージ（エンターテインメント）
- 平原綾香「LIVE TOUR 2006 “４つのＬ”」DVD収録ドキュメンタリー映像
- 上戸彩「UETO AYA LIVE TOUR 2005 “元気ハツラツぅ？”」DVD収録ドキュメンタリー映像
- 安倍なつみ「DVD MAGAZINE VOL.2」
- メロン記念日「DVD MAGAZINE VOL.3」

#### WEB・モバイルコンテンツ
- ドラマ「ココロノカケラ」（主演：榎本加奈子）
- 泉谷しげるのコラコラ放送局！（主演：泉谷しげる、小島可奈子）
- 日産 NOTEにのって！.com（出演：小栗旬）

### 参加作品
- 映画監督って何だ!（2006年公開、編集ほか）所属する日本映画監督協会の設立70周年記念作品